# His Majesty, Bunker Bean
His Majesty, Bunker Bean er en amerikansk stumfilm fra 1918 af William Desmond Taylor.

## Medvirkende
- Jack Pickford som Bunker Bean
- Louise Huff som Breedes datter
- Jack McDonald som Jim Breede
- Frances Clanton
- Peggy O'Connell